# Lügen (Album)
Lügen ist das dritte Studioalbum der deutschen Band Heldmaschine.

## Geschichte
Es erschien am 21. August 2015 auf dem Label MP Records/Soulfood. Produziert wurde das Album von Tom Dams.
Als Single wurde vorab der Titel Wer einmal lügt ausgekoppelt. Zweite Single war der Titel Collateral.
Das Album wurde im Soundsolution 1 Tonstudio aufgenommen.

## Trackliste
1. Collateral (4:30)
2. Schwerelos (6:05)
3. Wir Danken Euch (4:15)
4. Wer Einmal Lügt (3:50)
5. Ich Will Dein Bestes (4:55)
6. Tränenblut feat. Der Schulz und DeClercq (4:56)
7. Ein Traum (4:50)
8. Maskenschlacht (4:23)
9. Einmal Ist Keinmal (5:15)
10. Die Zeit Ist Reif feat. Der Schulz (5:33)
11. Der Hammer Fällt feat. Teufel (4:42)
12. Die Roboter (5:33)

## Rezensionen
„'LÜGEN' mag ambitioniert und ehrlich gemeint sein – unterm Strich sollten sich Heldmaschine jedoch überlegen, ob es sich lohnt, weiter mit einem derart dünnen Strahl an das Bein ihrer Idole zu pinkeln. Nur das „R“ zu rollen, Stakkato-Riffs einzuflechten, bekannte Wendungen zu zitieren und Wortwitze à la „Ich will dein Bestes (Stück)“ reicht für Thronfolge-Ambitionen einfach nicht.“

„Mit Sicherheit sind einige der Lieder Diskotheken-tauglich und auch tanzbar. […] Es sei nur so viel gesagt, dass 'Einmal ist keinmal' und 'Die Zeit ist reif' wirklich gute Lieder sind. Aber noch mehr warte ich auf die nächste Veröffentlichung, die dann hoffentlich noch ein bisschen ausgereifter ist. Anfang, Hauptteil und Ende. Eine Entwicklung, die den Fan durch das Album begleiten sollte und die das Gefühl am Ende vermittelt, dass nun das Album vorbei ist, weil alles gesagt wurde, und nicht weil die CD zu Ende ist. Definitiv etwas für einen NDH-Sampler.“